# Calliandra physocalyx
Calliandra physocalyx är en ärtväxtart som beskrevs av Héctor Manuel Hernández och Mario Sousa. Calliandra physocalyx ingår i släktet Calliandra och familjen ärtväxter. Inga underarter finns listade i Catalogue of Life.